# Manuel Gutiérrez Nájera
Manuel Gutiérrez Nájera är en ort i Mexiko.   Den ligger i kommunen Misantla och delstaten Veracruz, i den sydöstra delen av landet, 240 km öster om huvudstaden Mexico City. Manuel Gutiérrez Nájera ligger 889 meter över havet och antalet invånare är 605.
Terrängen runt Manuel Gutiérrez Nájera är bergig norrut, men söderut är den kuperad. Runt Manuel Gutiérrez Nájera är det ganska tätbefolkat, med 111 invånare per kvadratkilometer. Närmaste större samhälle är Misantla, 15,2 km norr om Manuel Gutiérrez Nájera. I omgivningarna runt Manuel Gutiérrez Nájera växer i huvudsak städsegrön lövskog.